# Кућа породице Христић-Мијушковић
Кућа породице Христић-Мијушковић се налази у Београду, на територији градске општине Стари град.  Подигнута је 1930. године и представља непокретно културно добро као споменик културе.
Кућа је саграђена према пројекту инжењера Мијушковића, док је парцела на којој је саграђена припадала је Филипу Христићу, дипломати, министру иностраних дела и касније министру просвете у влади кнеза Михаила Обреновића.
Грађена је као спратни објекат, на месту првобитне приземне куће. Обликована је у маниру касног академизма са наглашеном симетричношћу у просторној концепцији и обради. Заједно са покретним предметима и породичном архивом, овај грађевина представља карактеристичан стамбени објекат свога времена, значајан чинилац у амбијенту Добрачине улице и ширег историјског градског центра Београда.
Данас у њој живе потомци породице Христић.